# 정걸
정걸(丁傑, 1516년 ~ 1597년)은 조선 중기의 무신이다. 임진왜란 당시 이순신의 수군절도사 선배로서 나이도 31살이나 연상인 고령임에도 많은 활약을 했다. 자는 영중(英中), 호는 송정(松亭)이다. 본관은 영광 불우헌공파.

## 생애
1516년 전라도 흥양현(지금의 전라남도 고흥군 포두면 길두리 후동마을)에서 태어났다. 1544년 무과에 급제하여 훈련원봉사, 선전관, 서북면 병마만호를 역임했다. 을묘왜변 때 해남·강진 등지에 출몰한 왜구를 무찌른 공을 세워 남도포 만호가 되었다. 이후 부안현감, 온성부사, 종성부사, 경상우수사, 전라좌수사, 전라우수사, 장흥부사, 전라병사, 창원부사 등을 지냈다. 임진왜란 때는 78살의 노장으로 전라좌수군의 조방장이 되어 전라좌수사인 이순신을 도왔다.
행주대첩과 서울 탈환전에도 충청수사로서 수군을 이끌고 참전했다. 1593년 전라도 방어사로 임명되었다. 1595년 관직에서 물러난 뒤 정유재란이 일어나던 해인 1597년 83세를 일기로 숨을 거두었다. 영광군수를 지냈던 아들 정연(丁淵)과 손자 정홍록(丁弘祿)도 의병으로 일본군과 싸우다 순절하였다고 한다.

## 사후
고흥군 포두면 안동사(安洞祠)에 배향되었다. 2015년 전남 고흥에 주둔하고 있는 31사단 예하 향토부대가 정걸의 업적을 기리고자 부대명칭을 정걸대대로 변경했다.

## 참고 자료
- 「정걸」, 《두산백과》,두산백과